# 西后台站
西后台站是一个锦承线上的铁路车站，位于辽宁省义县前阳乡，建于1921年，目前为五等站，邮政编码为121115。目前客运：办理旅客乘降；不办理行李、包裹托运；不办理货运营业。